# Jakupica
Jakupica (makedonska: Јакупица) är ett 2540 meter högt bergmassiv i Nordmakedonien. Det ligger i den centrala delen av landet, 30 kilometer söder om huvudstaden Skopje.